# NGC 3344
NGC 3344 је спирална галаксија у сазвежђу Мали лав која се налази на NGC листи објеката дубоког неба.
Деклинација објекта је + 24° 55' 22" а ректасцензија 10h 43m 30,9s. Привидна величина (магнитуда) објекта NGC 3344 износи 9,7 а фотографска магнитуда 10,5. Налази се на удаљености од 6,1000 милиона парсека од Сунца. NGC 3344 је још познат и под ознакама UGC 5840, MCG 4-25-46, CGCG 124-60, KARA 435, WAS 14, IRAS 10407+2511, PGC 31968.